# Operazione Jaque
L'operazione Jaque (Operación Jaque in spagnolo) è l'operazione militare colombiana che ha messo in salvo circa quindici ostaggi in mano alle Forze Armate Rivoluzionarie della Colombia (FARC). L'operazione ha avuto luogo il 2 luglio 2008 nei pressi del fiume Apaporis nel dipartimento di Guaviare.
Tra gli ostaggi liberati c'era anche Íngrid Betancourt, che ha dichiarato che l'operazione militare è stata eseguita con la massima perfezione.
Gli altri ostaggi erano tre statunitensi, Marc Consalves, Thomas Howes e Keith Stansell, e alcuni soldati e poliziotti colombiani.

## L'operazione
La raccolta di informazione per l'operazione era cominciata circa un anno prima della stessa, quando un infiltrato colombiano è riuscito ad entrare nelle FARC. Secondo un colonnello che ha partecipato all'operazione, il governo colombiano era giunto a conoscenza del luogo in cui erano tenuti gli ostaggi già quattro mesi prima dell'operazione. L'idea di ingannare le FARC venne presa seriamente in considerazione alla fine del mese di maggio quando il generale colombiano Freddy Padilla de Leon propose l'idea al ministro della difesa, Juan Manuel Santos, che approvò il piano di liberazione e lo propose al presidente Álvaro Uribe Vélez. Quest'ultimo, dopo aver considerato le possibili conseguenze diplomatiche, approvò a sua volta il piano.
Santos disse che i membri delle FARC erano stati ingannati alla consegna degli ostaggi ai soldati che si erano presentati come membri di un'organizzazione non governativa, che presumibilmente avrebbe dovuto condurre i prigionieri in un campo per incontrare il leader dei ribelli Alfonso Cano. Per prepararsi per il ruolo da interpretare i soldati seguirono un corso di recitazione per una settimana e mezza: due soldati impersonavano un cameraman e un giornalista, altri due impersonavano dei guerriglieri e altri quattro si fingevano aiutanti. Secondo Ingrid Betancourt, i guerriglieri delle FARC spostarono gli ostaggi presso il fiume Apaporis la mattina del 2 luglio, e quella stessa mattina comunicarono agli ostaggi che stavano per essere trasferiti in un altro posto.
Due elicotteri Mi-17 giunsero nella regione della Guaviare. Dopo essere stati ammanettati, gli ostaggi furono fatti salire sugli elicotteri, accompagnati da due ribelli, tra cui il locale comandante delle FARC. I due ribelli furono sottomessi dalle forze colombiane. Gli agenti colombiani dissero agli ostaggi: "Siamo l'esercito nazionale. Siete liberi". Successivamente Ingrid Betancourt ha affermato che non credette all'idea di essere libera fino a che non vide il suo rapitore bendato sul pavimento del velivolo. In caso di fallimento la Colombia aveva preparato 39 elicotteri che avrebbero traghettato all'interno della giungla 2000 soldati e i consiglieri degli Stati Uniti.

### La presunta partecipazione estera nell'operazione
Gli Stati Uniti hanno riferito di aver fornito trasporto aereo e un team medico per l'operazione e secondo Der Spiegel la Colombia aveva utilizzato i satelliti spia americani per verificare la posizione dei prigionieri. Anche la Global CST potrebbe aver partecipato all'operazione, poiché un contratto da 10 milioni di dollari sancisce che la società di due ex generali di brigata israeliani doveva fornire attrezzature e consulenza per la sicurezza dell'operazione. Tuttavia la radio colombiana W Radio ha affermato che il governo colombiano ha negato qualsiasi tipo di coinvolgimento della Global CST nell'operazione. In una conferenza stampa del 4 luglio, il ministro della difesa ha sottolineato che nessuno Stato straniero è stato coinvolto nell'operazione ma che un aereo statunitense ha sorvegliato costantemente la zona.

### L'accusa di pagamento di un riscatto per la liberazione degli ostaggi
Il 4 luglio 2008 Radio Suisse Romande ha riferito che fonti attendibili avrebbero scoperto che il salvataggio degli ostaggi non è avvenuto mediante un'operazione militare, ma tramite il pagamento di un riscatto di 20 milioni di dollari da parte degli Stati Uniti. Il ministro degli esteri francese ha negato al quotidiano Le Monde il pagamento di un riscatto da parte della Francia.
Frederic Blassel, l'autore della storia di Radio Suisse Romand, ha affermato alla W Radio che la liberazione dei prigionieri non è stata trattata con i due ribelli che avevano accompagnato i prigionieri durante il volo. Secondo Blassel, i due, oltre ad aver ricevuto circa 20 milioni di dollari avrebbero ottenuto anche una nuova identità. In risposta a queste affermazioni il Ministro della Difesa e il Vice Presidente, Francisco Santos, hanno negato qualsiasi tipo di pagamento affermando che "tale informazione è assolutamente falsa e non ha alcun fondamento. Non sanno da dove provenga e perché è stata detta".
Il generale Fredy Pedilla de Léon ha negato a El Tiempo e a W Radio l'esistenza di un riscatto. Inoltre ha sostenuto che qualora fosse stato consegnato a qualche membro delle FARC un riscatto sarebbe meglio renderlo noto per creare scompiglio all'interno dell'organizzazione dei guerriglieri.

### Conseguenze
Immediatamente dopo il salvataggio degli ostaggi, El Espectador ha commissionato un sondaggio che ha evidenziato che la popolarità del Presidente Uribe era aumentata del 18% e che il 79% degli intervistati rivoterebbe per lui.

## Lista degli ostaggi liberati
- Íngrid Betancourt
- Marc Gonsalves
- Keith Stansell
- Thomas Howes

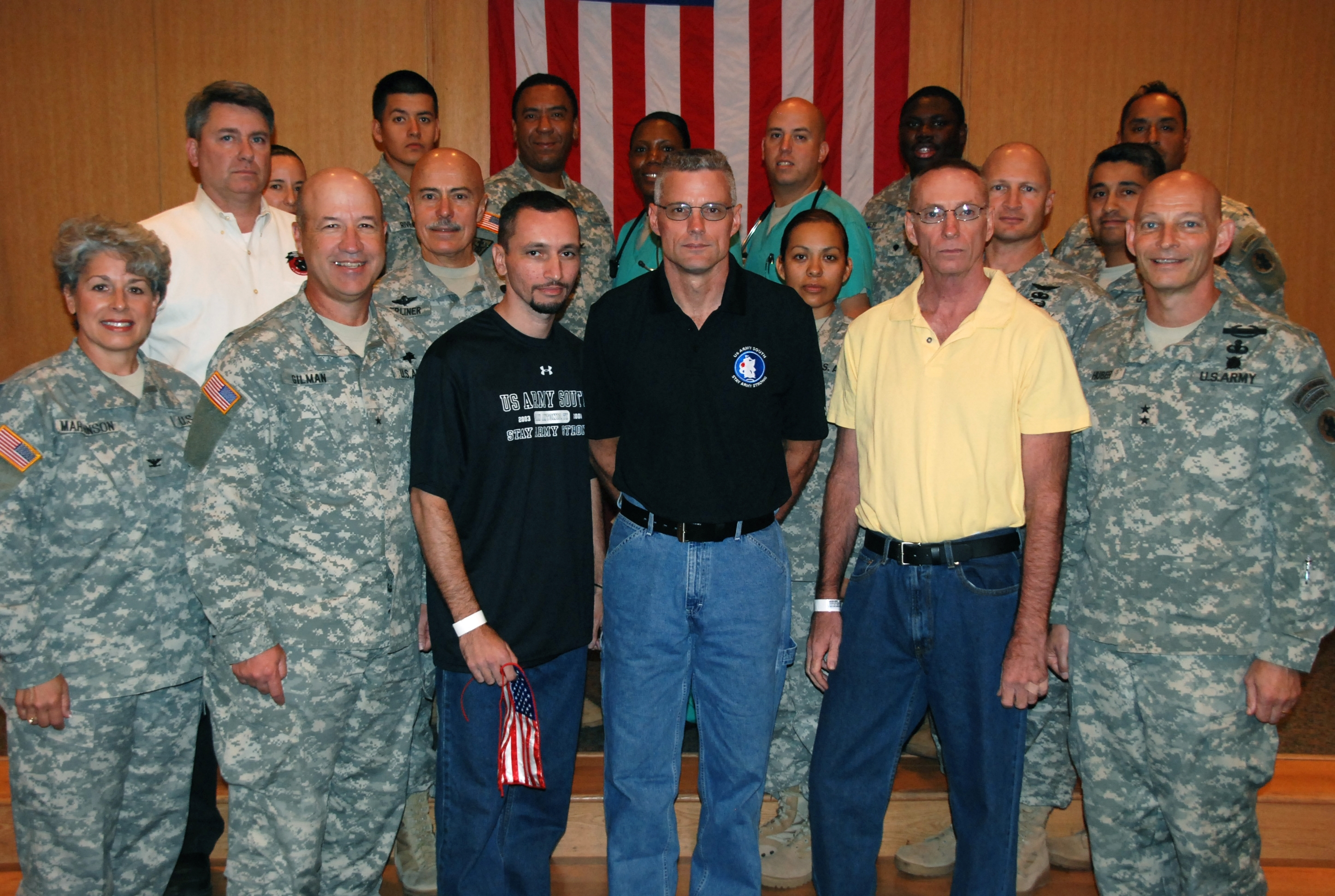
Da sinistra: Gonsalves, Stansell and Howes il 4 luglio 2008

- Luogotenente Juan Carlos Bermeo (Esercito Colombiano)
- Luogotenente Raimundo Malagón (Esercito Colombiano)
- Sergente José Ricardo Marulanda (Esercito Colombiano)
- Sergente Erasmo Romero (Esercito Colombiano)
- Caporale William Pérez (Esercito Colombiano)
- Caporale José Miguel Arteaga (Esercito Colombiano)
- Caporale Armando Flórez (Esercito Colombiano)
- Luogotenente Vaney Rodríguez (Polizia nazionale colombiana)
- Caporale John Jairo Durán (Polizia nazionale colombiana)
- Caporale Julio Buitrago (Polizia nazionale colombiana)
- Commissario Armando Castellanos (Polizia nazionale colombiana)